# Cité de Lisburn and Castlereagh
La cité de Lisburn and Castlereagh (Lisburn and Castlereagh City en anglais), officiellement appelée Lisburn and Castlereagh, est un district de gouvernement local d’Irlande-du-Nord.
Créé en avril 2015, il succède aux districts de Castlereagh et de Lisburn.

## Géographie

### Situation administrative
Le district est situé dans les comtés d’Antrim et de Down.

### Territoires limitrophes
| Borough d’Antrim and Newtownabbey              | Cité de Belfast                    | Borough d’Ards and North Down      |
| Lough Neagh                                    | cité de Lisburn and Castlereagh    | Borough d’Ards and North Down      |
| Borough d’Armagh City, Banbridge and Craigavon | District de Newry, Mourne and Down | District de Newry, Mourne and Down |

## Histoire
Un district de gouvernement local (local government district en anglais) regroupant ceux de Castlereagh et de Lisburn est proposé le 30 mai 2008 par le Local Government (Boundaries) Act (Northern Ireland) du 23 mai 2008. Il est formellement créé sous le nom de Lisburn et de Castlereagh (Lisburn and Castlereagh District) à compter du 1er avril 2015 par le Local Government (Boundaries) Order (Northern Ireland) du 30 novembre 2012.
L’ancienne charte de la corporation du borough municipal de Lisburn s’applique automatiquement au district de Lisburn and Castlereagh, qui, ayant le statut de cité, est connu sous le nom de « cité de Lisburn and Castlereagh » (Lisburn and Castlereagh City), au 1er avril 2015, au moment de l’entrée en vigueur des institutions du district au sens des Local Government (Transitional, Incidental, Consequential and Supplemental Provisions) Regulations (Northern Ireland) du 9 mars 2015.

## Administration

### Conseil
Le Lisburn and Castlereagh City Council, littéralement, le « conseil de la cité de Lisburn and Castlereagh », est l’assemblée délibérante de la cité de Lisburn and Castlereagh, composée de 40 membres (depuis 2015), appelés les conseillers (councillors).
Un maire (mayor) et un vice-maire (deputy mayor) sont élus parmi les conseillers à l’occasion de chaque réunion générale annuelle du conseil de la cité.

### Circonscriptions électorales
Le district de gouvernement local est divisé en autant de sections électorales (wards en anglais) que de conseillers. Celles-ci sont distribuées par zone électorale de district (district electoral area).
| Zone                           | Depuis 2015                                                                                        |
| ------------------------------ | -------------------------------------------------------------------------------------------------- |
| Première zone et ses sections  | Castlereagh East (6 sièges)                                                                        |
| Première zone et ses sections  | - Ballyhanwood - Carrowreagh - Dundonald - Enler - Graham’s Bridge - Moneyreagh                    |
| Deuxième zone et ses sections  | Castlereagh South (7 sièges)                                                                       |
| Deuxième zone et ses sections  | - Beechill - Cairnshill - Carryduff East - Carryduff West - Galwally - Knockbracken - Newtownbreda |
| Troisième zone et ses sections | Downshire East (5 sièges)                                                                          |
| Troisième zone et ses sections | - Ballymacbrennan - Dromara - Drumbo - Hillhall - Ravernet                                         |
| Quatrième zone et ses sections | Downshire West (5 sièges)                                                                          |
| Quatrième zone et ses sections | - Blaris - Hillsborough - Lagan - Maze - Moira                                                     |
| Cinquième zone et ses sections | Killultagh (5 sièges)                                                                              |
| Cinquième zone et ses sections | - Ballinderry - Glenavy - Maghaberry - Stonyford - White Mountain                                  |
| Sixième zone et ses sections   | Lisburn North (6 sièges)                                                                           |
| Sixième zone et ses sections   | - Derryaghy - Harmony Hill - Hilden - Lambeg - Magheralave - Wallace Park                          |
| Septième zone et ses sections  | Lisburn South (7 sièges)                                                                           |
| Septième zone et ses sections  | - Ballymacash - Ballymacoss - Knockmore - Lagan Valley - Lisnagarvey - Old Warren                  |

## Identité visuelle

Logotype (depuis avril 2015).